# Rennsteigtunnel
Der Rennsteigtunnel, offiziell Tunnel Rennsteig genannt, ist mit 7916 Metern der längste Straßentunnel Deutschlands und nach dem Ryfylketunnel, dem Gran-Sasso-Tunnel, dem Plabutschtunnel sowie dem Seelisbergtunnel der fünftlängste zweiröhrige Straßentunnel Europas. Als Teil der Autobahn A 71 Erfurt–Schweinfurt, zwischen den Anschlussstellen Gräfenroda und Oberhof in Thüringen liegend, unterquert er den Kamm des Thüringer Waldes mit dem Kammweg Rennsteig. Nach seiner Tunnelpatin Christiane Herzog wird er auch Christiane-Tunnel genannt. Südseitig folgen unmittelbar die Tunnel Hochwald und Berg Bock, nördlich der Tunnel Alte Burg.

## Geschichte
Der Rennsteigtunnel ist ein Teil des Verkehrsprojektes Deutsche Einheit Nr. 16, dem Ausbau der Bundesautobahnen 71 und 73. Im ursprünglichen Raumordnungsverfahren war eine Kette von drei Tunneln vorgesehen. Im Rahmen der Entwurfsplanung wurden weitere Varianten entwickelt und untersucht. Daraus wurde schließlich der Tunnel in seiner heutigen Form gebaut.
Der erste Spatenstich erfolgte am 26. Juni 1998. Die Eröffnung fand am 5. Juli 2003 durch den damaligen Bundeskanzler Gerhard Schröder statt, die Verkehrsfreigabe zwei Tage später. Die Bauzeit betrug 57 Monate bei Baukosten von ungefähr 200 Millionen Euro, was nach heutiger Kaufkraft rund 302,1 Mio. EUR entspräche.

## Konstruktion

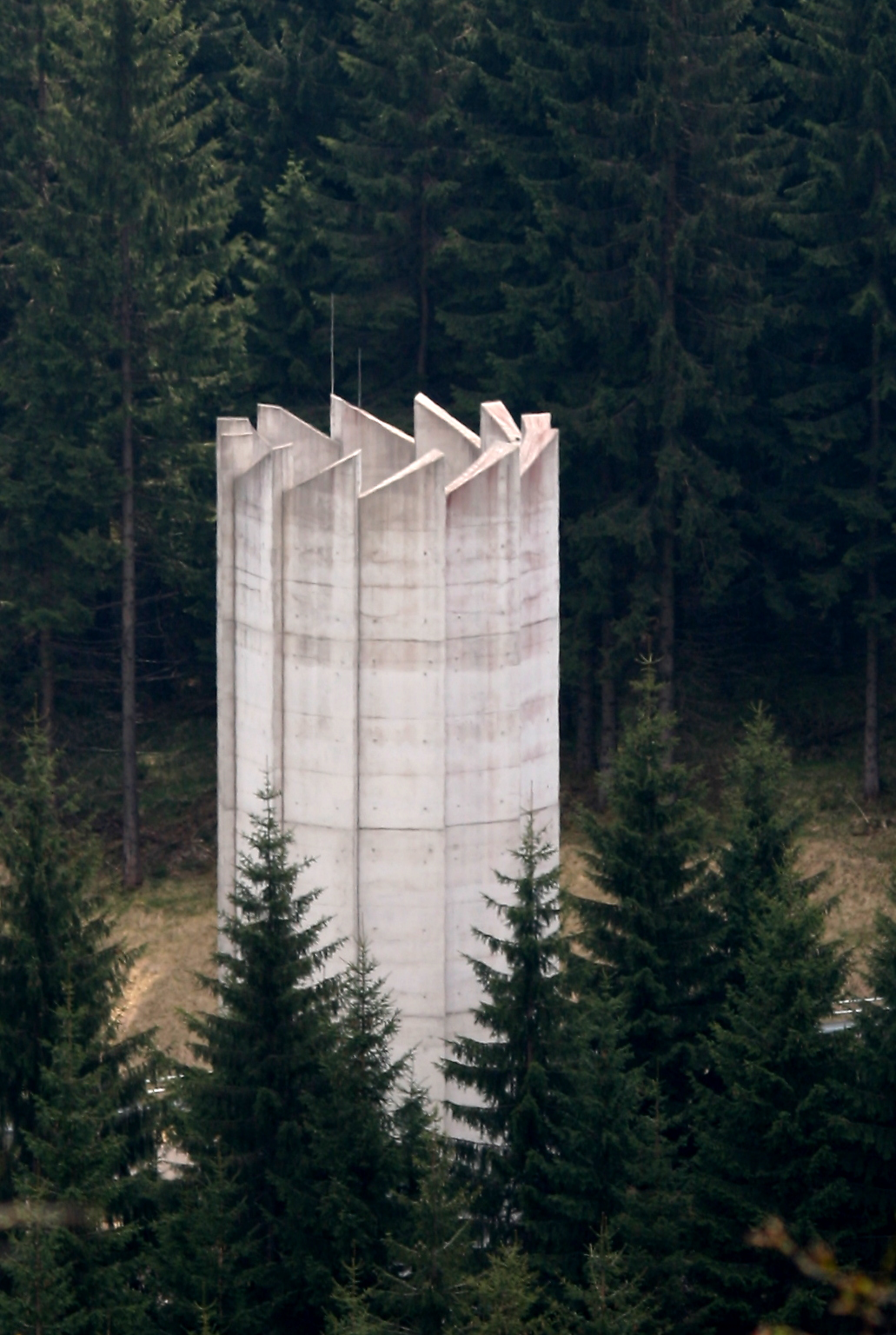
Abluftkamin am Rennsteigtunnel

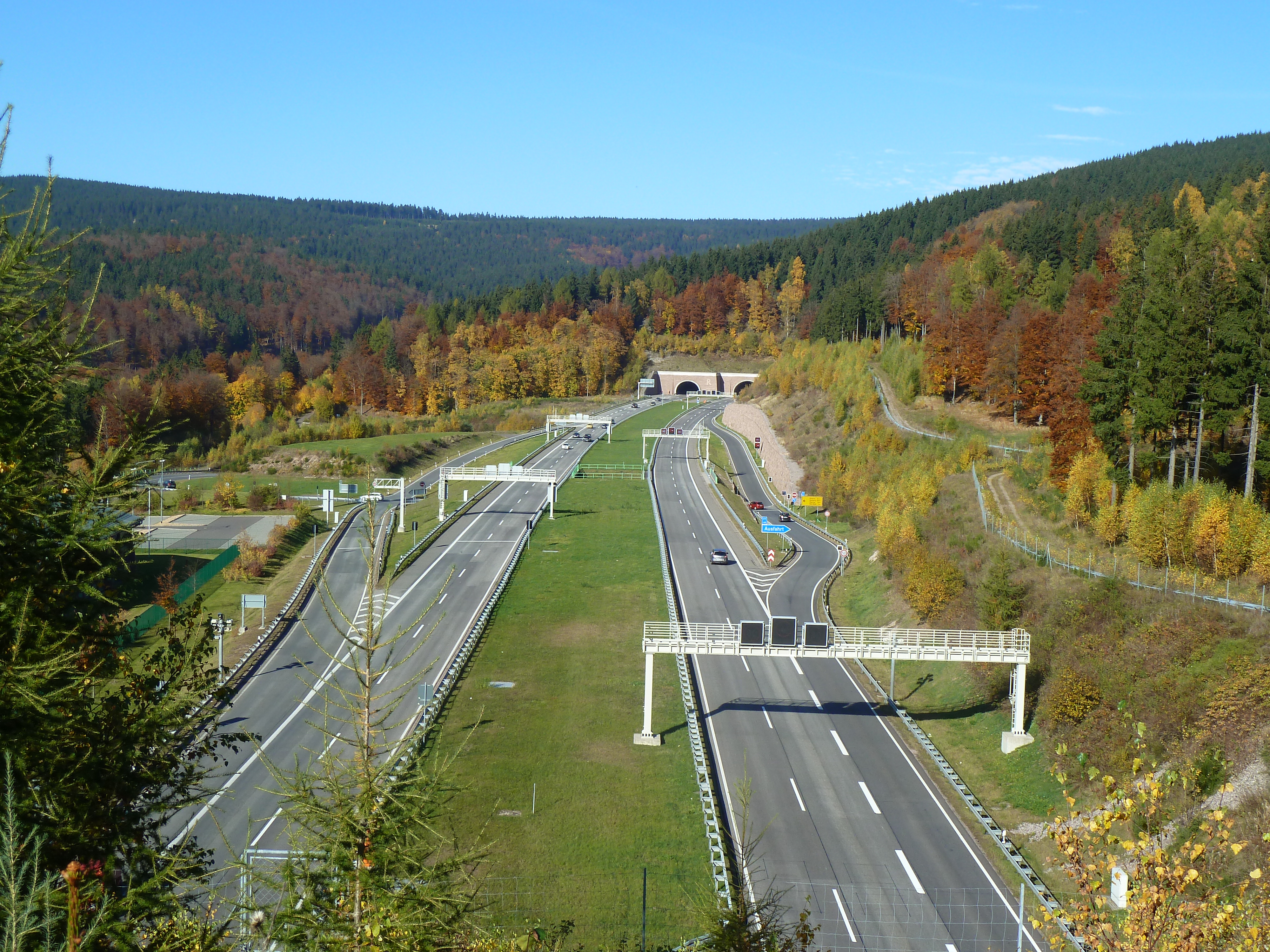
Tunnelportal mit Anschlussstelle Oberhof am Rennsteigtunnel

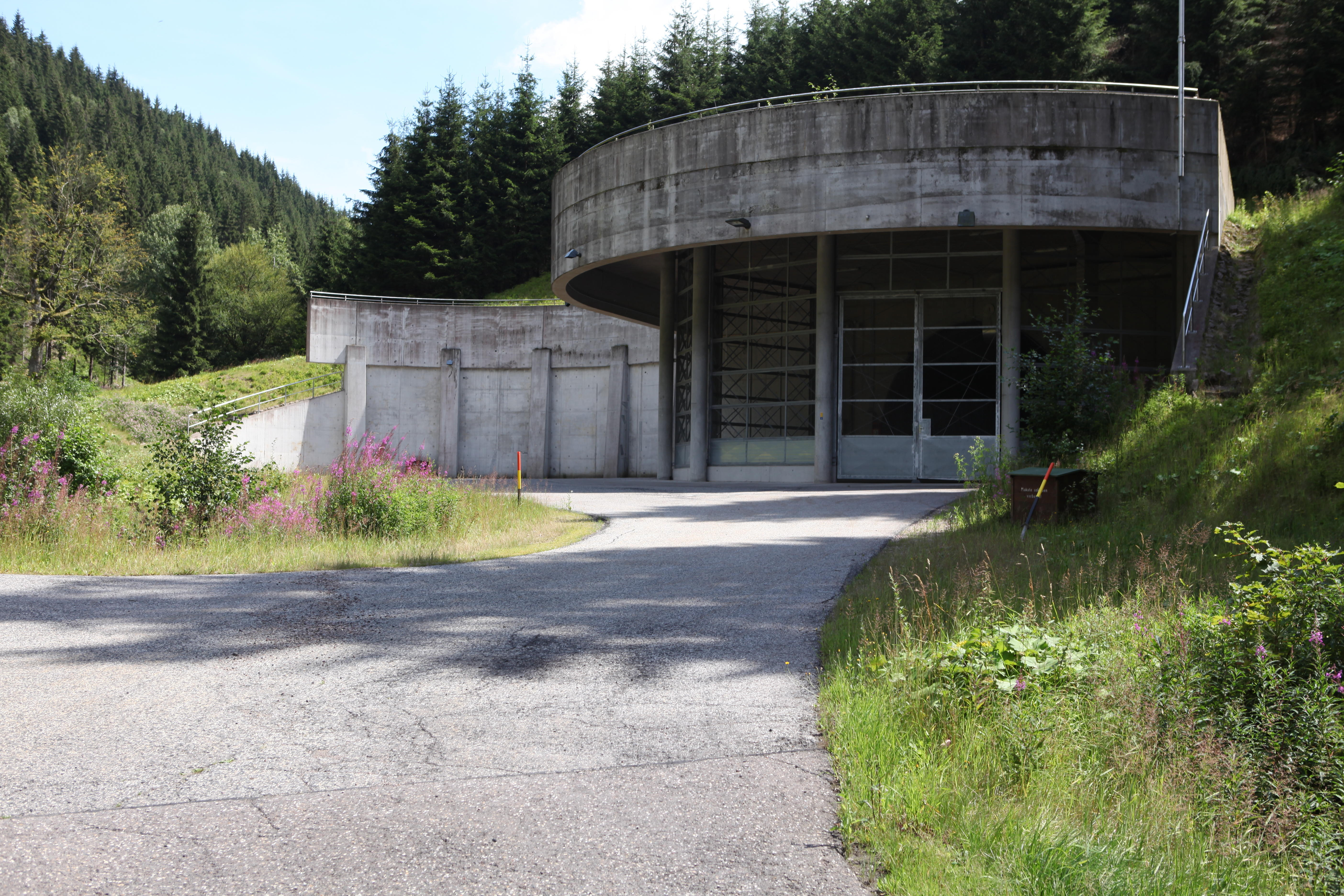
Zuluftstollen der Luftaustauschzentrale Floßgraben

Die westliche Röhre hat eine Länge von 7916 Metern, die Länge der östlichen Röhre beträgt 7878 Meter. Der Abstand zwischen den Röhren beträgt etwa 25 Meter. Jede Röhre hat eine Lichtraumbreite von 9,5 Metern und Lichtraumhöhe von 4,5 Metern. Sie besitzen zwei 3,5 Meter breite Fahrstreifen, Randstreifen von 0,25 Metern, beidseitig Notgehwege von einem Meter Breite und zwölf Pannenbuchten. In Abständen von 300 Metern sind die Röhren durch 25 Querstollen miteinander verbunden. Aufgrund der Länge der Röhren gibt es zur Be- und Entlüftung in den Zwischentälern Kehltal, 3041 Meter vom Nordportal entfernt bei Kilometer 118,50° 41′ 51,5″ N, 10° 44′ 32,6″ O und Floßgraben, 2460 Meter vom Südportal entfernt bei Kilometer 120,50° 41′ 3″ N, 10° 42′ 48″ O je eine Luftaustauschzentrale. Dadurch sind für die Längslüftung drei etwa gleich lange Lüftungsabschnitte vorhanden. Die Tunnelluft wird in den Luftaustauschzentralen mittels vier Axialventilatoren abgesaugt und über Abluftkamine, die bis zu 20 Meter über das Gelände ragen, ausgeblasen. Die Frischluft wird in den Lüftungszentralen über Zuluftstollen angesaugt und durch vier Axialventilatoren eingeblasen. Die Längslüftung erfolgt durch Strahlventilatoren mit 28 Einheiten je Röhre.
Die maximale Überdeckung des Tunnels im Berg, das heißt, der vertikale Abstand zwischen Tunnel und freiem Gelände, beträgt 205 Meter. 1,35 Millionen Kubikmeter Ausbruchmaterial fielen an und wurden in den anschließenden Streckenabschnitten verbaut. Den höchsten Punkt erreicht die A 71 in der Mitte des Tunnels bei 670 m ü. NHN. In der Nähe des Bahnhofs Oberhof kreuzt der Rennsteigtunnel den Brandleitetunnel (Eisenbahntunnel). Zwischen beiden liegen nur etwa 6 bis 7 Meter Gestein.
Das Tunnelgewölbe besteht aus einer Spritzbetonaußenschale, je nach Gebirgsverhältnissen zwischen 5 Zentimeter (unbewehrt) und 25 Zentimeter (bewehrt) dick, einer Abdichtung aus einlagigen 2 Millimeter dicken Kunststoffdichtungsbahnen und einer 30 bis 35 Zentimeter dicken bewehrten Stahlbetonaußenschale. Im Regelfall wurde, da geologisch möglich, ein offener Gewölbequerschnitt ohne Sohle eingebaut. Der für die Herstellung des Betons erforderliche Kies stammte aus einem Kieswerk bei Sprotta und wurde mit Ganzzügen nach Zella-Mehlis geliefert.

## Sicherheit
Laut einem Test des ADAC im Jahr 2004 ist der Rennsteigtunnel der sicherste aller in Europa getesteten Tunnel. So gibt es unter anderem alle 150 Meter geschlossene Notrufkabinen mit einer Kamera und Handfeuerlöschern, alle 300 Meter die Querstollen mit Brandschutztüren sowie alle 600 Meter bei den Pannenbuchten in den Querstollen zusätzlich für Rettungsfahrzeuge eine Überfahrmöglichkeit zwischen den Tunnelröhren. Außerdem können die Zuluftstollen der Luftaustauschzentralen als Zufahrt für Rettungsfahrzeuge genutzt werden. Die Stromversorgung im Notfall ist durch eine Batterieanlage sichergestellt. Für Gefahrguttransporte ist der Tunnel gesperrt (Tunnelbeschränkungscode E). In einem Modellversuch wird seit Oktober 2016 ein neues System gegen Falschfahrer erprobt. Sensoren überwachen die Fahrtrichtung bei Einfahrt in den Tunnel.
Der Tunnelbetrieb in Thüringen wird durch die Zentrale Betriebsleitstelle am Südportal des Rennsteigtunnels auf dem Gelände der Autobahnmeisterei Zella-Mehlis überwacht und gesteuert.
Zwischen der Abfahrt Suhl/Zella-Mehlis (Abfahrt 19) und dem Tunnel Hochwald befindet sich das Gefahrenabwehrzentrum mit der Autobahnpolizeiinspektion Südthüringen und der Tunnelfeuerwehr Suhl zur Sicherheit der Tunnelkette Thüringer Wald.

## Besonderheit

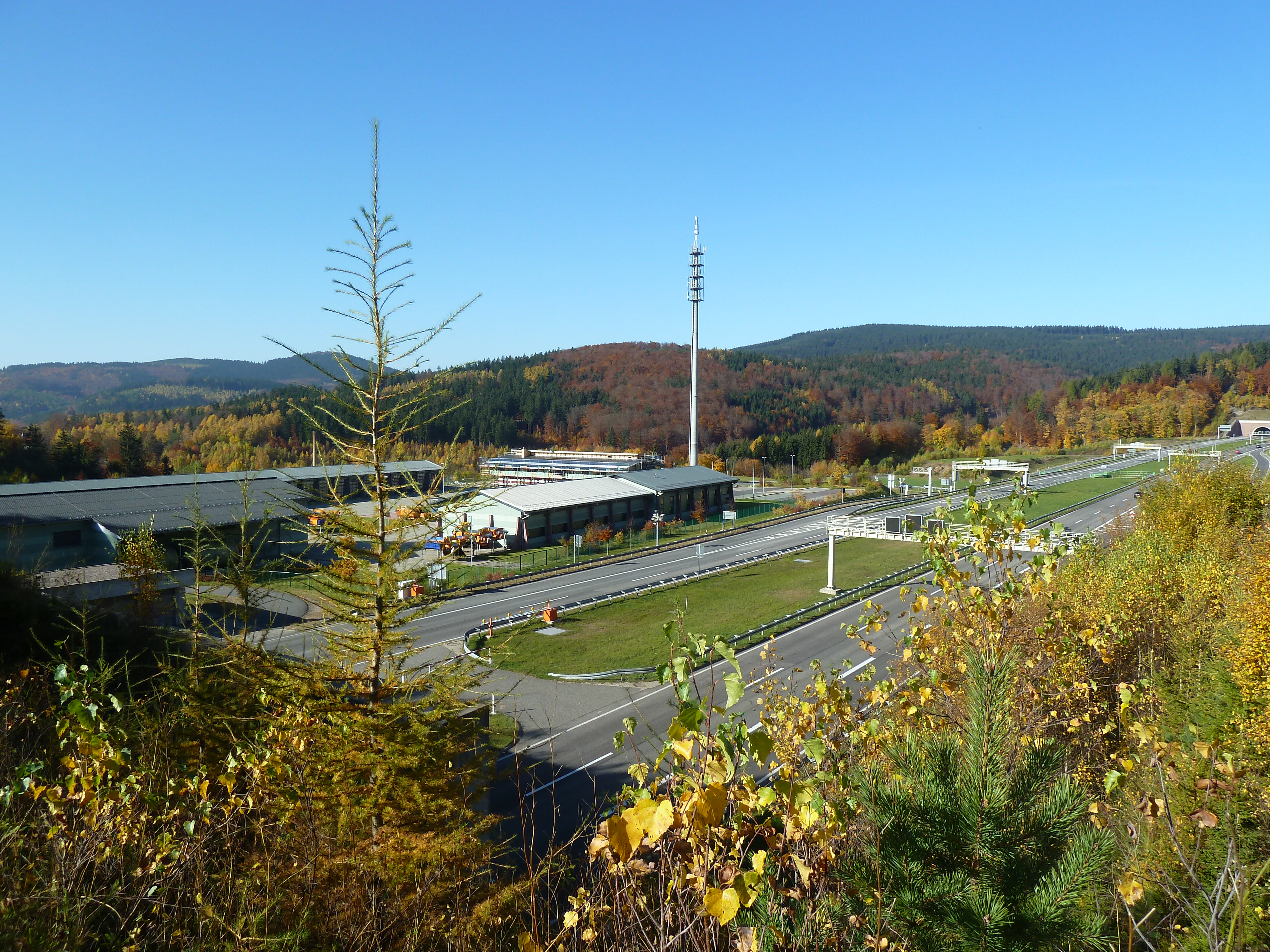
Blick auf die Autobahnmeisterei zwischen Rennsteigtunnel und Hochwaldtunnel

Im Tunnel besteht eine Geschwindigkeitsbegrenzung von üblicherweise 80 km/h. Es befinden sich pro Fahrtrichtung zwei Messstellen (jeweils vierte Pannenbucht bei km 117 und neunte Pannenbucht bei km 120) zur Geschwindigkeitsüberwachung beider Fahrstreifen. Sie arbeiten mit in die Fahrbahn eingelassenen Piezo-Sensorfeldern und verwenden für das Beweisfoto Infrarotlicht, das vom Autofahrer nicht wahrgenommen, aber ausreichend reflektiert wird, um Fahrer und Fahrzeug abzubilden (sogenannte Black-Flash-Blitztechnik). Dadurch soll verhindert werden, dass der „geblitzte“ Fahrer erschrickt und einen Unfall verursacht. Die Daten werden automatisch per Datenleitung an die Zentrale Bußgeldstelle der Thüringer Polizei in Artern übermittelt.